# Emiljano Vila
Emiljano Vila (Drač, 12. ožujka 1988.) je albanski nogometaš koji trenutačno nastupa za Partizani Tirana. Igra na poziciji ofenzivnog veznog igrača.
Karijeru je započeo u rodnom gradu Draču u nogometnom klubu Teuta.